# だいち2号

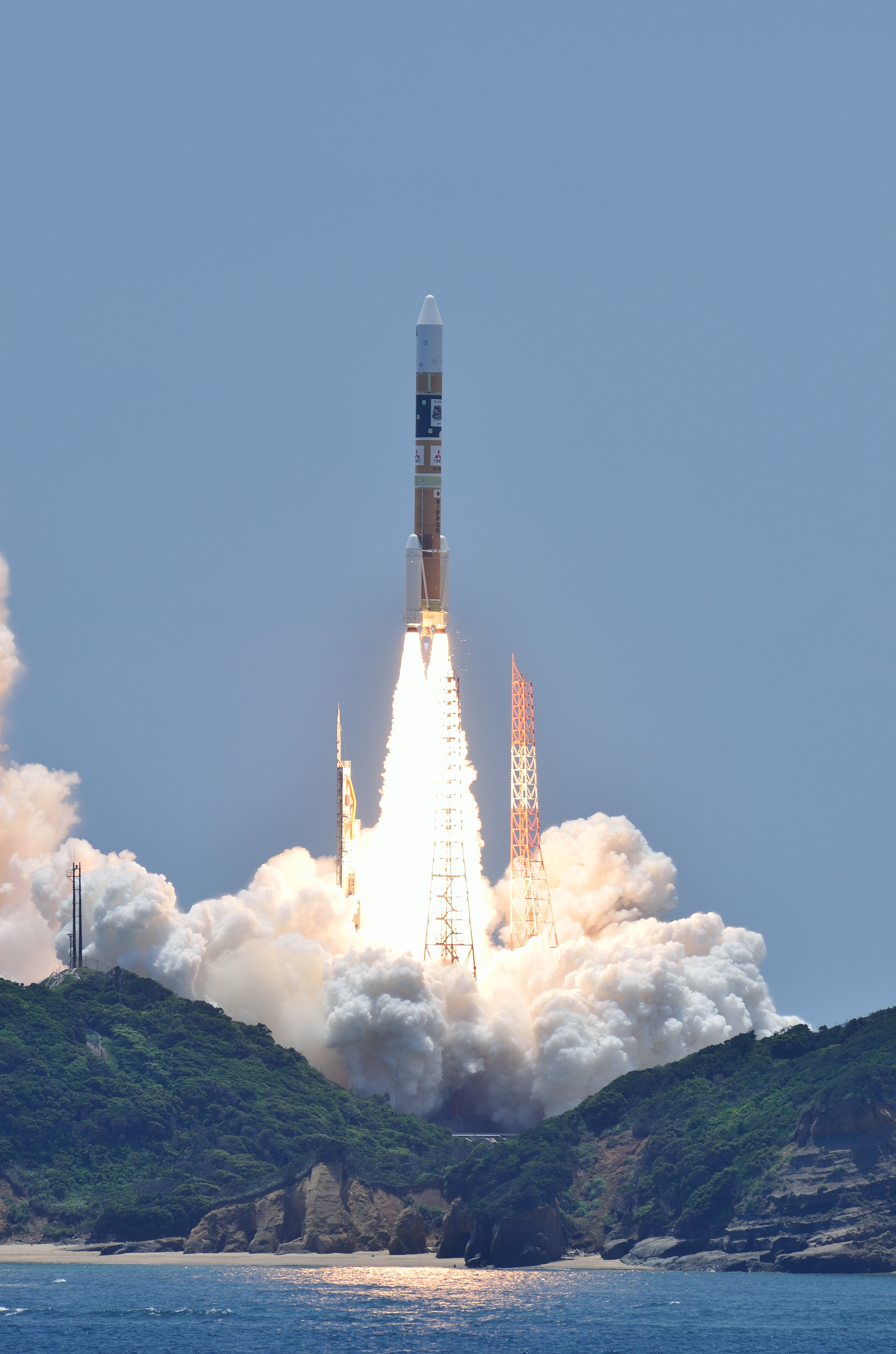
だいち2号を搭載したH-IIAロケット24号機

だいち2号（陸域観測技術衛星2号、ALOS-2, Advanced Land Observing Satellite、エイロス2）は、宇宙航空研究開発機構（JAXA）が、地図作成、地域観測、災害状況把握、資源調査などへの貢献を目的として開発した「だいち」の後継の地球観測衛星。三菱電機株式会社がプライムメーカーとして設計、製造を担当した。高度628kmの太陽同期準回帰軌道を14日で回帰し（だいちは46日）、フェーズドアレイ方式Lバンド合成開口レーダーPALSAR-2により地表を観測するレーダー衛星である。2014年5月24日にH-IIAロケット24号機によって打ち上げられた。

## 開発経緯
陸域観測では継続的に観測を行いデータを蓄積していくことが重要である。しかし、先代の「だいち」は、光学センサー、マルチスペクトルセンサー、SARセンサー（合成開口レーダー）を同時に搭載する大型衛星であったため、開発や製作に時間を要し、打ち上げ失敗や故障時に全ての観測が不可能になり、開発と運用両面でのリスクが高かった。そのためJAXAでは、将来の陸域観測ミッションを、従来の「みどり」や「だいち」のような様々なセンサーを詰め込んだ大型衛星ではなく、特定の機能のセンサーのみを搭載した中小型衛星によって行う方針を固めた。こうしてJAXAは、2006年10月25日に開かれた文部科学省の宇宙開発委員会にて、解像度を1mにまで高めた「だいち後継機」4機による観測体制を2010年までに整備する方針を報告した。その後、計画が変更され、現在ではレーダー衛星と光学衛星を先行して1機ずつを打ち上げて、その後は両タイプの衛星を継続的に打ち上げていく計画に変更されている。だいち2号は、だいちの後継の最初のレーダー衛星となる。
2008年7月、JAXAにより災害監視衛星システムSAR衛星の開発が宇宙開発委員会に提案され、同年8月7日の宇宙開発委員会の推進部会と、同年8月20日の宇宙開発委員会の本委員会で「開発研究」フェーズへの移行が妥当であるとの判定を受けた。毎日新聞の同年7月5日の記事によると開発費は地上設備を含めて292億円であるという。災害監視衛星システムSAR衛星では、これまでの衛星の成果を踏まえ、災害発生時に迅速に情報を収集することができるよう複数機を同時運用するなど、実用機としての運用性や継続性を重視した計画になっていた。
しかし2008年12月の宇宙開発委員会や、総合科学技術会議、宇宙開発戦略本部において、災害監視衛星システムSAR衛星は災害監視に特化せずより幅広い用途に活用すべきとの指摘を受けた。もとより災害監視衛星システムSAR衛星は、だいちと同等以上の能力を有する衛星システムであり、宇宙開発委員会でも衛星の開発方針そのものは妥当と判断された。これらのことから、JAXAは災害監視衛星システムSAR衛星の名称を陸域観測技術衛星2号「だいち2号」（ALOS-2）、に変更することを宇宙開発委員会に報告した。
2009年11月2日に開催された宇宙開発委員会推進部会で、JAXAより開発フェーズに移行するに当たっての報告が行われ、同年12月10日に開催された宇宙開発委員会推進部会において「開発」フェーズへの移行が妥当と判断された。

## 運用
2014年6月12日、高速マルチモード変調器（XMOD「エックスモッド」）と呼ばれる「観測データ」を「電波」に変換する装置を使って800Mbpsのデータ伝送に成功した（太陽電池パドルの展開動画を伝送）。地球観測衛星によるデータ伝送速度としては、世界最高速度を達成した。
2014年6月27日に記者会見が開かれ、だいち2号が高分解能モードで撮影した富士山、伊豆大島、西之島、東京ディズニーリゾート、アマゾン河の画像が初公開された。
2014年11月25日に観測データの定常配布が開始される。一般配布共同企業体は一般財団法人リモートセンシング技術センターとパスコ (航空測量)。
2015年4月、平成27年度防衛予算で「商用画像衛星の利用」名目の76億円のうち「ALOS-2の画像利用」名目で2億円が計上されたことにより、防衛省・自衛隊でだいち2号が撮影した画像の防衛利用が開始された。
2015年8月19日、JAXAは気象庁の火山噴火予知連絡会からの要請を受けて、だいち2号を使った桜島の緊急観測を8月16日から実施していると発表した。
2018年6月23日に発生したタムルアン洞窟の遭難事故でだいち2号の衛星画像を提供した。

## 特長・仕様

### 特長
- だいち2号に搭載するセンサーは、だいちに搭載したPALSARの後継となるPALSAR-2で、Lバンドを使用することにより、最も効果的に植生を透過して地表面を観測したり地殻変動を観測することができ、最終的には地震による地殻変動を2センチの精度で計測できる。窒化ガリウムを用いた高出力低消費電力増幅器の開発成功により高分解能が可能となっており、Lバンドを使用するレーダー衛星としては、分解能、観測幅、観測可能範囲、観測可能時間の点で世界最高性能の衛星である[11]。
- だいち2号はレーダー衛星なので夜間でも画像を確認できるほか、地球観測用小型赤外線カメラ「CIRC」、船舶自動識別信号受信機「SPAISE2」を搭載することにより、海上における船舶の識別も可能である[11]。JAXAは尖閣諸島など領土の領有権を巡る問題への対応利用も視野に入れているとしている[12]。
- 自身の位置を精密に特定するため、衛星搭載型のGPSが使用されている[13][14]。

### 仕様
- 太陽電池パドル長 - 約16.5m。

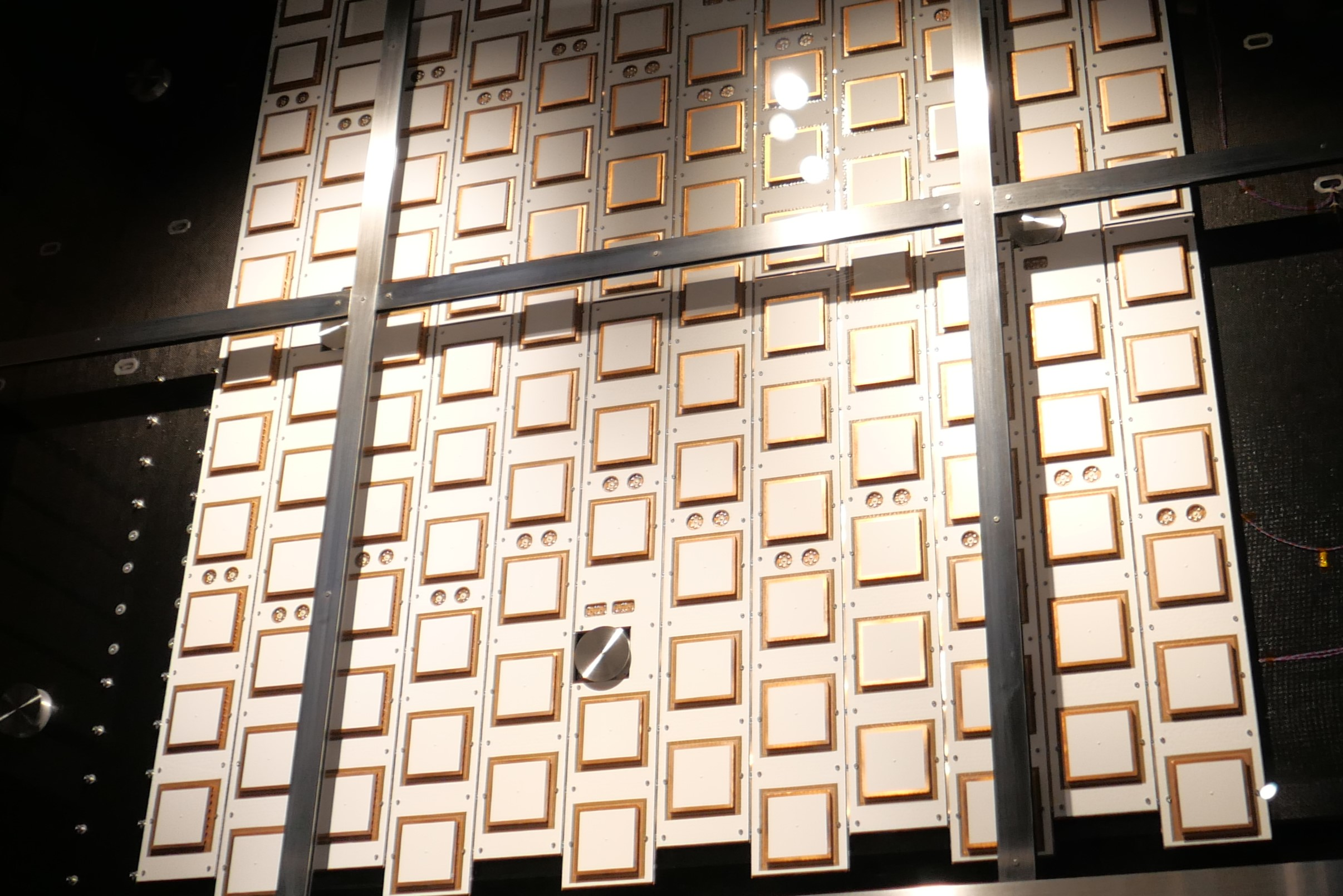
Lバンド合成開口レーダーPALSAR-2の一部
（国立科学博物館展示品）

- PALSAR-2の長さ - 約10.0m。
- PALSAR-2の高さ - 約4.7m（いずれも運用時）。
- 重さ - 約2トン。
- スポットライトモード - 分解能1m（進行方向）×3m、観測範囲は25km四方。
- 高分解能モード - 分解能3m、6m、10m、観測幅50km、50km、70km。観測幅50kmの場合は、ファクシミリが紙面を走査して読み取るように、地球を1周する100分間のうち50分間の連続撮影が可能。最も使用する基本モードである[15]。
- 広域観測モード - 分解能100m、観測幅350km。
- 観測可能範囲 - 2320km。
- 地上局への伝送速度 - Xバンドにより800Mbps（データ中継衛星「こだま」を経由して伝送可能）。
- 撮影要請後の最短観測開始時間 - 日本付近12時間以内（最短1時間）、アジア域24時間以内。観測後1時間で画像提供[11]。
- 設計寿命 - 5年、目標は7年[16]。

## 後継機
後継の合成開口レーダ衛星としてとして性能を向上させた先進レーダ衛星「だいち4号」が2024年（令和6年）7月1日に打ち上げられた。だいち2号と同一の軌道を周回する。高分解能モードで日本全域を観測する場合、2週間に1回の頻度で撮影でき、だいち2号と比較して5倍の性能となる。

## 外部サイト
- JAXA公式サイト 陸域観測技術衛星2号「だいち2号」（ALOS-2）
- 陸域観測技術衛星2号「だいち2号」データ紹介・検索サイト（一般配布共同企業体：株式会社パスコ運営）
- JAXAリリース 陸域観測技術衛星2号「だいち2号」（ALOS-2） 観測データの定常配布開始について
- 「だいち」の後継機で大規模自然災害に備える 2012年3月 JAXA ALOS-2プロジェクトマネージャ大澤右二
- 三菱電機 宇宙システム総合サイト
- 陸域観測技術衛星2号「だいち2号」（ALOS-2）初期機能確認期間中の観測画像について（その1・東京編） 2014年8月18日 JAXA
- 陸域観測技術衛星2号「だいち2号」（ALOS-2）初期機能確認期間中の観測画像について（その2・ドバイ編） 2014年9月3日 JAXA
- 陸域観測技術衛星2号「だいち2号」（ALOS-2）初期機能確認期間中の観測画像について（その3・世界の都市編） 2014年9月19日 JAXA